# باشگاه فوتبال روشن کولاب
باشگاه فوتبال روشن کولاب  یک باشگاه فوتبال در شهر  کولاب تاجیکستان است. این باشگاه در لیگ عالی تاجیکستان بازی می‌کند.

## تاریخچه
از زمان تأسیس مسابقات قهرمانی مستقل تاجیکستان در سال ۱۹۹۲، این باشگاه تا سال ۲۰۱۶ (به طور متناوب) در لیگ برتر بازی کرده است. آنها یکی از شرکت کنندگان در اولین لیگ عالی تاجیکستان از سال ۲۰۱۷ هستند. در سال ۱۹۹۳ قهرمان جام حذفی تاجیکستان شد و در سال ۱۹۹۴ فینالیست این جام شد. روشن در فصل های ۲۰۱۲ و ۲۰۱۳ قهرمان تاجیکستان شده است، این باشگاه در سال ۲۰۱۳ نیز به مقام قهرمانی سوپرجام تاجیکستان دست یافت و در سال ۲۰۱۴ سوپرجام را از دست داد. رسیدن به لیگ قهرمانان آسیا دو